# Корецька порцеляна

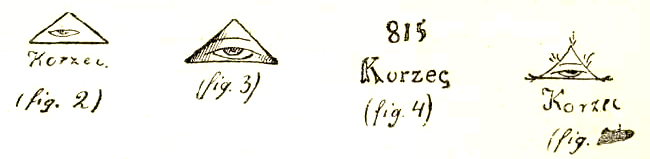
Марки Корецької порцеляни.

Ко́рецька порцеля́на — загальна назва порцеляни, що вироблялася наприкінці XVIII століття в місті Корець (нині Рівненська область). Одна з найперших порцелянових мануфактур на території сучасної України. 

## Ініціативний Юзеф Клеменс Чарторийський
Корець у XVIII столітті обрав магнатською резиденцією власник — Юзеф Чарторийський. У 1780-х роках він перебудовує Корецький замок на ефектну князівську резиденцію в стилі бароко. 
Не обмежений в грошах, він заснував у місті майстерні з виготовлення меблів, виробництво якої продовжувалося і після його смерті. На Волині діяли його мануфактури з вироблення сукна, полотна, фаянсу в Городищі, шкіряних виробів і виготовлення поясів у Меджибожі тощо.

## Історія мануфактури
Порцелянове виробництво у Корці — перша спроба створити порцеляну на теренах України. Польський часопис «Волинь блажен» за 1896 рік пише:
...Творцем корецького порцелянового заводу був Юзеф Клемент Чорториський, князь в Корці, людина освічена, мудрий і розумний господар величезних володінь на Волині. Коли осів у Корці, то розпочав роботу над тим, щоб у маєтку розвивалась промисловість, і вдихнув у містечко, що вже занепадало, нове життя. Тому з'явилися тут двоповерхові кам'яні будинки, садки і костели, але окрасою була чудова князівська резиденція, що розташувалася неподалік Корця: Головниця з її красивим французьким парком і прекрасною оранжереєю. Дорога до палацу вела через чарівну долинку Корчика серед скель, тополь і верб, тому була улюбленим місцем мешканців цього містечка... 

...Чорториський був людиною передбачливою, турботливою, бережливою. У його володіннях були фабрики: сукна, полотна, меблів, але перш за все порцеляни та фаянсу.
Виробництво було засноване в 1784 році, а на посаду директора фабрики запросили Франтішека Мезера, молодого, але вже досвідченого й талановитого кераміста, француза за походженням. Саме він та його брат Михаїл розробили рецепт виготовлення порцеляни з місцевих глин. Перед заснуванням фабрики зразки місцевих глин були дані на аналіз керамістам Мейсена, які підтвердили можливість виготовлення з них якісної порцеляни. З самого початку заснування фабрика наслідувала стилістику саксонської порцеляни 1770-1780-х років і виробляла посуд для заможних людей. З самого моменту заснування це було акціонерне підприємство — уставний капітал було отримано в 1784–1787 роках завдяки продажу 22 акцій по 1000 злотих кожна. Виробництво виявилось прибутковим: прибуток на кожну акцію на рік ставав близько 300 злотих.  
Емблемою (клеймом) фабрики приблизно з 1790 р. стало зображення Ока Провидіння в трикутнику (символ, поширений у тогочасній церковній емблематиці Речі Посполитої — імовірно, натяк на місцевий францисканський кляштор Святої Трійці). За даними відомої краєзнавчої праці М.Балінського й Т.Ліпінського «Старожитня Польща», «знаки ті були позолочені (1790 — 1797), а пізніше блакитні й червоні». 
У 1793 р. тут працювало коло 1.000 робітників, було 86 токарських варстатів і місячно виробляли до 20.000 штук посуду.В  малярському відділі працювало 73 малярів під проводом Собінського. Серед малярів особливо відзначалося Григорій Хомицький, Антін Гаєвський і Блюман.
Продаж продукції було налагоджено через магазини в різних кінцях тогочасної Речі Посполитої: Варшаві, Бердичеві на Поділлі та у Костянтинові на Волині, а також, через закордонні замовлення. Продажі на місяць доходили до дванадцяти тисяч предметів. На замовлення генерал-губернатора Тутульмина було виготовлено вишуканий кавовий сервіз для російської імператриці Катерини II.
Після розділу Польщі, у 1795 році кн.Чарторийський виїхав з Корця до Дрездена, Мезер-до Томашова, виробництво почало занепадати. Уночі 1 січня 1797 року на фабриці трапилася велика пожежа, яка знищила запаси матеріалу, будівлі та готові вироби.
Корецьку фабрику наново відбудовано в 1801 році, а від 1804 р. директором її став француз Merault із відомої фабрики в Севр, звідки Мероль привіз і майстрів. Працюючи до 1815 р., Мероль підніс фабрику на високий рівень.
В 1800-х роках на фабриці працювало близько 200 робітників. Приблизно така сама кількість (220 чол.) працювала в той самий час на Імператорському порцеляновому заводі у Санкт-Петербурзі. 
Фабрика продукувала вироби до 1831 року. Поки потроху не прийшла у занепад. Причиною тому були як економічні, так і політичні чинники. Проте традиції Корця не загубилися — наслідувачем його можна назвати всім відому Баранівку, яку заснував той самий Мезер. Тож виходить, що фабрика працювала близько 40 років і встигла випустити значну кількість виробів, достатньо велика кількість який дійшла до нашого часу і зберігається у багатьох приватних та державних збірках і музеях. В Україні наочно побачити вироби фабрики можна в Львівському музеї меблів та порцеляни, а також у Києві — в Музеї декоративно ужиткового мистецтва України. Поодинокі речі є і в інших музеях. Великі збірки Корецької порцеляни є у колекціях музеїв Польщі, перш за все у Кракові та Варшаві, також у Відні. Сьогодні на антикварному ринку речі цього заводу трапляються дуже-дуже рідко. А за ціною наближаються до ціни російської порцеляни, яка вже з десяток років б'є всі рекорди продажів.

## Зразки Корецької порцеляни

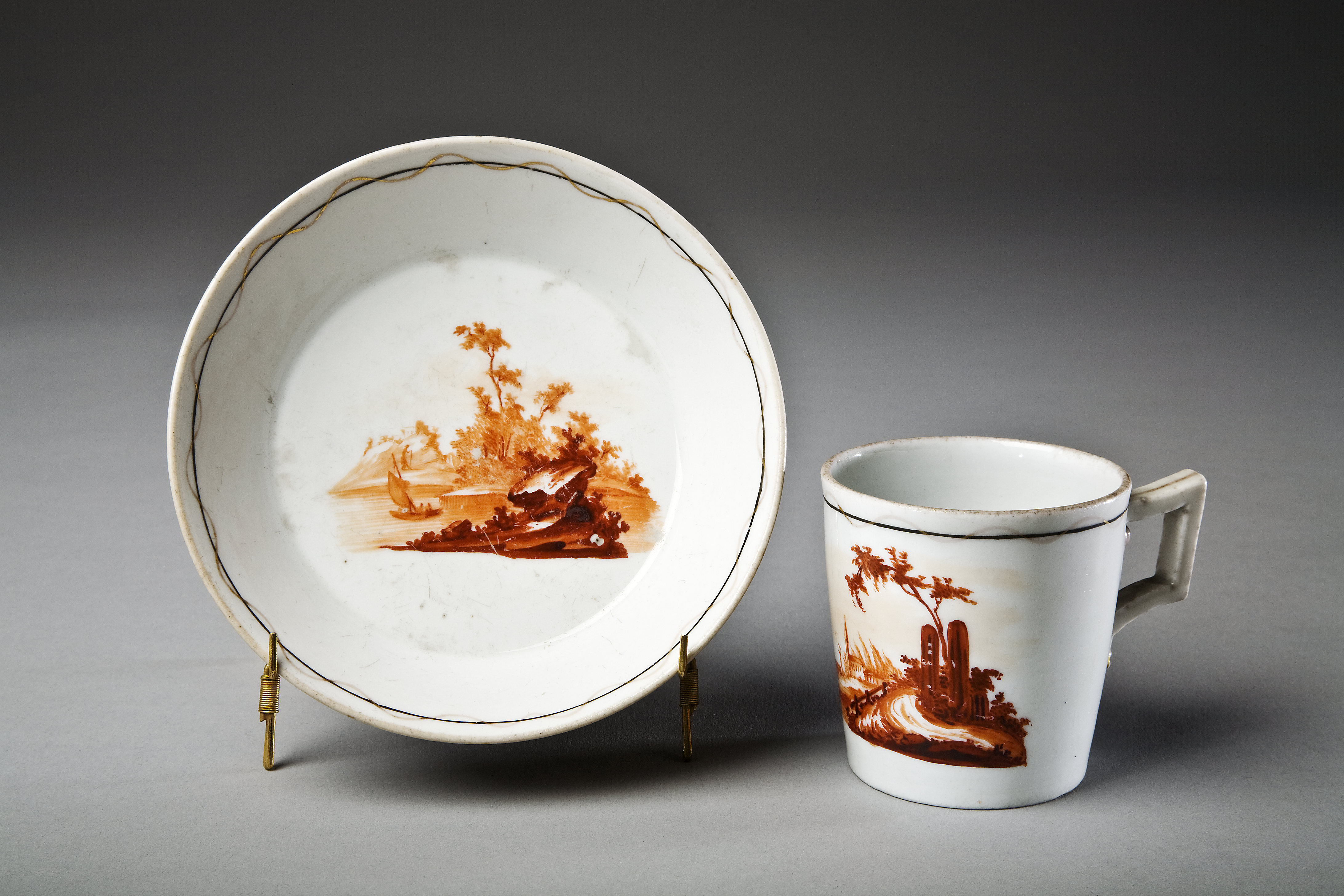